# Banfield
Banfield è una città argentina della provincia di Buenos Aires situata nel partido di Lomas de Zamora. È situata nell'area sud della conurbazione della Grande Buenos Aires. Secondo il censimento condotto nel 2001, conta 223.898 abitanti.

## Geografia
Banfield è situata a 14 km a sud della capitale Buenos Aires.

## Storia
Nel 1873 aprì i battenti la stazione ferroviaria di Banfield, chiamata così in onore dell'ingegnere inglese Edward Banfield, scomparso un anno prima, già direttore della compagnia ferroviaria Buenos Aires Great Southern Railway (in spagnolo Ferrocarril del Sur), di proprietà britannica. Il 15 agosto 1874 furono messe in vendita le prime porzioni di terra intorno alla stazione ed ebbe luogo un intenso sviluppo urbano a partire dal 1880. Durante l'ultima dittatura militare, Banfield fu sede di un centro segreto di detenzione, denominato Pozo de Banfield.

## Cultura
La più significativa istituzione culturale è senza dubbio il Conservatorio Julián Aguirre, fondato nel 1951 dal rinomato compositore e direttore d'orchestra Alberto Ginastera. Con i suoi 2.000 iscritti annuali, è la più importante scuola di musica classica e corale dell'Argentina ed una delle principali di tutta l'America Latina.

## Infrastrutture e trasporti

### Ferrovie
Banfield è servita da una propria stazione ferroviaria posta lunga la linea suburbana Roca che unisce Buenos Aires con l'area sud-orientale della conurbazione bonaerense.

## Sport
La città annovera il tradizionale Lomas Athletic Club, una polisportiva fondata nel 1891 da immigrati inglesi e che comprende tennis, cricket, rugby, golf e hockey.
La principale società calcistica è il Club Atlético Banfield, che vanta numerosissime partecipazioni nella massima divisione argentina e che nel 2009 si è laureata per la prima volta campione d'Argentina.